# Гиясов, Кадриддин Забирович
Кадриддин Забирович Гиясов — советский хозяйственный, государственный и политический деятель.

## Биография
Родился в 1940 году в кишлаке Чузи. Член КПСС с 1967 года.
С 1963 года — на хозяйственной, общественной и политической работе. В 1963—2005 гг. — старший агроном плодопитомнического совхоза в Шаартузском районе, военнослужащий Советской Армии, экономист в совхозе им. Ильича Куйбышевского района, заместитель председателя колхоза им. Ленина, начальник управления сельского хозяйства, директор совхоза им. Ильича Куйбышевского района, заведующий отделом сельского хозяйства Курган-Тюбинского обкома КП Таджикистана, заведующий отделом сельского хозяйства и пищевой промышленности Курган-Тюбинского обкома КП Таджикистана,первый секретарь Шаартузского РК КП Таджикистана, заместитель премьер-министра Таджикистана, и.о. председатель Куйбышевского хукумата района в Хатлонской области, начальник Управления сельского хозяйства Хатлонской области.
Избирался депутатом Верховного Совета Таджикской ССР 12-го созыва.
Жил в Таджикистане.